# 松本仁助
松本 仁助（まつもと にすけ、1927年3月8日 -2016年11月3日 ）は西洋古典学者、古代ギリシア文学研究者、大阪大学名誉教授。大阪市生まれ。1951年京都大学文学部卒業。同志社大学教授、大阪大学教授、大阪学院大学教授を経て2002年に退職。 

## 著書

### 単著
- 『『オデュッセイア』研究』北斗出版、1986
- 『ギリシア叙事詩の誕生』世界思想社、1989

### 編編著
- 『新ドイツ語の基礎』三修社、1967。岡道男と共著
- 『ギリシア文学を学ぶ人のために』世界思想社、1991。岡道男・中務哲郎と共編
- 『ラテン文学を学ぶ人のために』世界思想社、1992。岡道男・中務哲郎と共編
- 『共生の国際関係 国際学の試み』世界思想社、1997。香西茂・島岡宏と共編

### 翻訳
- リヒアルト・ハルダー『ギリシアの文化』エンデルレ書店、1965。北斗出版、1985
- アリストテレース『詩学』- 各・ホラーティウス『詩論』岡道男訳を併録
  - 世界思想社<世界思想ゼミナール>、1989。岩波文庫、1997、ワイド版2012
- 『クセノポン小品集』京都大学学術出版会<西洋古典叢書>、2000
- クセノポン『キュロスの教育』西洋古典叢書、2004
- プルタルコス『モラリア 8』西洋古典叢書、2012
- プルタルコス『モラリア 3』西洋古典叢書、2015。全14巻